# Federazione Italiana Nuoto Paralimpico
La Federazione Italiana Nuoto Paralimpico, nota anche con l'acronimo FINP, è l'organo di governo, organizzazione e controllo del nuoto paralimpico in Italia. Affiliata al CIP definisce i regolamenti agonistici per le discipline natatorie per gli atleti disabili fisici ma dal 2017 in seguito alla modifica dello statuto da parte dell'assemblea generale della società approvate all'unanimità è stata riconosciuta la possibilità di far gareggiare nelle competizioni nazionali e regionali la classe di disabilità S14 (intellettiva relazionale).

## Scopi
La FINP, apolitica ed aconfessionale, ha lo scopo di promuovere, organizzare, disciplinare e diffondere la disciplina del nuoto e di altre attività acquatiche ad esso ricondotte ed è strutturata secondo criteri democratici, volti ad assicurare il diritto di partecipazione all’attività promozionale ed agonistica degli atleti paralimpici, con disabilità fisica, visiva e intellettiva e relazionale di alto livello. in condizioni di uguaglianza e di pari opportunità. 

## Fini istituzionali
Sono fini istituzionali della FINP:
- a) promuovere e disciplinare la pratica sportiva del nuoto e di altre attività acquatiche rivolta a persone disabili;
- b) curare la preparazione tecnica, agonistica ed organizzativa delle Squadre Nazionali, quando partecipano ai Giochi Paralimpici o ad altre competizioni internazionali, secondo le direttive del CIP;
- c) indire, organizzare, patrocinare gare sportive di nuoto e di altre attività acquatiche per persone disabili ad ogni livello, in campo provinciale, regionale, nazionale ed internazionale;
- d) promuovere la pratica sportiva del nuoto per atleti paralimpici in ogni fascia di età, diffondere il messaggio sportivo federale, organizzare manifestazioni giovanili ed eventi sportivi finalizzati all’integrazione e socializzazione della persona disabile;

Sono, altresì, scopi principali, connessi ai fini istituzionali della FINP:
- a) favorire studi e ricerche nel settore dello sport ed in campi affini, sotto l'aspetto medico, sociale, economico e giuridico, anche attraverso l'istituzione di apposite Commissioni;
- b) promuovere i rapporti e lo scambio di informazioni con tutte le Associazioni, Federazioni o gruppi di persone, che, in Italia o all'estero, agiscono con scopi analoghi;
- c) collaborare con le istituzioni scolastiche ed universitarie al fine di promuovere e sviluppare la pratica sportiva del nuoto e delle attività acquatiche ad esso ricondotte;
- d) sostenere l’attività di formazione e ricerca attraverso diverse iniziative, anche in collaborazione con altre Federazioni Sportive Nazionali olimpiche e paralimpiche e con altri Enti e/o Istituzioni pubbliche preposte;
- e) concorrere, in ossequio alle specifiche disposizioni del CIP, all’adozione di misure di prevenzione e repressione del doping nello sport e di tutela sanitaria degli sportivi paralimpici.

## Storia
La FINP è la Federazione Sportiva Paralimpica cui il CIP, Comitato Italiano Paralimpico, ha demandato la gestione, l'organizzazione e lo sviluppo dell'attività sportiva per la disciplina del nuoto. La sua costituzione è avvenuta in due fasi: la prima ha avuto luogo il 19 giugno 2010 con l'approvazione della Carta Statutaria mentre, in una seconda fase, in data 25 settembre 2010, si è proceduto all'elezione del Presidente e dei Consiglieri Federali.
Il nuoto, già presente alle prime Paralimpiadi di Roma 1960, è una delle principali discipline praticate da atleti disabili.
Ci si può cimentare nei quattro stili previsti dal regolamento, ovvero lo stile libero, il dorso, la rana e la farfalla, nonché nelle gare miste. Le principali competizioni quali le Paralimpiadi, i Mondiali e gli Europei sono organizzate in vasche da 50 metri con batterie e finali (8 finalisti).
Da dicembre 2009 l'IPC Swimming ha previsto anche i Mondiali in vasca corta.

## Presidenti
- Roberto Valori (2010-14/03/2025  4º mandato.
- Franco Riccobello (14/03/2025-in carica) 1º mandato.

## Segretari
- Franco Riccobello (2010-2022) 3º mandato.
- Fabrizio Daffini (2022-22/03/2025) 1º mandato.
- Simone Conversini (22/03/2025-in carica) 1º mandato.

## Le classificazioni nelle competizioni
Le competizioni si svolgono in funzione della classe di disabilità.
Le classi si dividono in:
1-10 in base alla gravità della disabilità fisica
11-13 in base alla gravità della disabilità visiva. 
14 disabilita intellettive e sociali.
S= stile libero SB= rana SM= misti
La classe è assegnata da apposita commissione denominata classificatrice con competenze nel settore tecnico e medico.